# Sébastien Balibar
Sébastien Balibar (* 14. Oktober 1947 in Tours) ist ein französischer Physiker (experimentelle Tieftemperaturphysik).
Balibar ging in Tours zur Schule und studierte 1966 bis 1968 an der École polytechnique. 1969 erhielt er seinen DEA-Abschluss und 1971 wurde er bei Albert Libchaber an der École normale supérieure (Paris) (ENS) promoviert (Thèse de troisième cycle) und 1976 habilitiert (Thèse de Doctorat). Danach war er Forschungsdirektor am Labor für statistische Physik der ENS.
Er war unter anderem Gastprofessor in Finnland, Harvard (als Loeb Lecturer), Konstanz, in Kyoto (1999, 2003) und am Weizmann-Institut.
Er ist Mitglied der Académie des Sciences (2011). 2005 erhielt er den Fritz London Memorial Prize für seine Arbeiten über die Oberflächen von Heliumkristallen, speziell ihre Roughening Transitions, ihre Quantendynamik und ihre Instabilität unter Spannung, für seine Untersuchung von Kavitation in flüssigem Helium bei negativem Druck unter Benutzung von akustischen Wellen hoher Amplitude und seine frühen Experimente zum quantentheoretischen Verdampfen von supraflüssigem Helium 4. Er erhielt den Prix Paul Langevin (1988), den Prix Dargelos der École Polytechnique, den Prix Brelot (1978), den Prix des trois physiciens und den Prix Jean Ricard. 2005 wurde er Fellow der American Physical Society. 2009 erhielt er einen ERC Advanced Grant. 1999 war er Senior Fellow der Japan Society for the Promotion of Science.

## Schriften
- mit Alain Aspect, Roger Balian, Édouard Brézin und anderen: Demain, la physique, Ed. Odile Jacob, Paris 2004
- La Pomme et l'atome, Douze histoires de physique contemporaine, Ed. Odile Jacob, Paris 2005
- Je casse de l'eau, et autres rêveries scientifiques, par Ed. Le Pommier, Paris 2008
- Chercheur au quotidien, Ed. du Seuil et Raconter la vie, Paris 2014
- Climat: y voir clair pour agir, Ed. Le Pommier, Paris 2015